# Dance of Death (album)
Pour les articles homonymes, voir Dance of Death.
Albums de Iron Maiden
Edward the Great
(2002) No More Lies
(2004)
Dance of Death est le treizième album studio du groupe de heavy metal britannique Iron Maiden sorti le 8 septembre 2003.

## Album

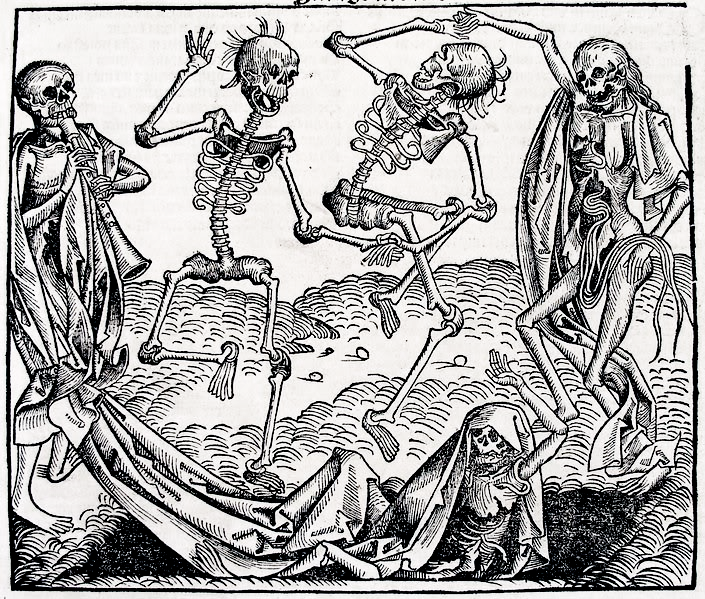
Danse macabre par Hans Holbein (1491)

Ce second album avec Bruce Dickinson, après l'intermède Blaze Bayley, a connu un grand succès (seconde place des charts britanniques) comme aux plus belles heures des années 1980. Cet album marque un nouveau changement dans la musique du groupe : en effet le style très recherché, voire progressif, est plébiscité par le heavy metal pur et dur. Le groupe décrira l'album comme épique car il aborde des thèmes complexes comme la place de l'Homme dans le monde (dans Gate of Tomorrow et Face in the Sand), Dieu (dans la chanson New Frontier), l'Histoire et la guerre dans le titre Paschendale qui décrit l'enfer des tranchées lors de la première guerre mondiale. La chanson Montségur fait référence au célèbre château Cathare.
Un album live, Death on the Road – disponible en CD et en DVD, a été publié à la suite de la tournée entamée après la sortie de cet album.
Pendant la chanson Dance of Death Bruce portait des masques de théâtre et une cape tout en dansant autour de la scène. À la fin, il était habillé comme La Grande Faucheuse pour le refrain final. Déguisement qu'il réutilisera dans la tournée suivante sur The Trooper.
Pour la première fois, le batteur Nicko McBrain est crédité pour des paroles d'une chanson avec New Frontier.
Le titre fait référence à la danse macabre, thème artistique chrétien du Moyen Âge sur la mort.

## Pochette de l'album
La pochette représente Eddie en « La Mort » entouré d'étranges personnages dansant ; derrière ceux-ci se trouvent d'autres personnages munis de capes. Elle est inspirée de la danse macabre.
Cette pochette est souvent considérée comme la moins esthétique d'Iron Maiden. D'ailleurs son illustrateur, David Patchett, n'est pas crédité.

## Liste des titres
| No  | Titre             | Crédit(s)                 | Durée |
| --- | ----------------- | ------------------------- | ----- |
| 1.  | Wildest Dreams    | Harris, Smith             | 3:52  |
| 2.  | Rainmaker         | Harris, Dickinson, Murray | 3:48  |
| 3.  | No More Lies      | Harris                    | 7:22  |
| 4.  | Montségur         | Harris, Dickinson, Gers   | 5:50  |
| 5.  | Dance of Death    | Harris, Gers              | 8:36  |
| 6.  | Gates of Tomorrow | Harris, Dickinson, Gers   | 5:12  |
| 7.  | New Frontier      | Smith, Dickinson, McBrain | 5:04  |
| 8.  | Paschendale       | Harris, Smith             | 8:28  |
| 9.  | Face in the Sand  | Harris, Dickinson, Smith  | 6:32  |
| 10. | Age of Innocence  | Harris, Murray            | 6:10  |
| 11. | Journeyman        | Harris, Dickinson, Smith, | 7:03  |

## Musiciens
- Bruce Dickinson : chant
- Dave Murray : guitare
- Adrian Smith : guitare
- Janick Gers : guitare
- Steve Harris : basse
- Nicko McBrain : batterie

## Production
- Kevin Shirley : production, ingénieur du son, mixage
- Drew Griffiths : ingénieur du son
- Brad Spence ; assistant ingénieur du son
- Tim Young : mastering
- David Patchett : illustration (non-crédité)
- Simon Fowler : photographie
- Rod Smallwood : management
- Andy Taylor : management
- Merck Mercuriadis : management